# Marcos Moshinsky

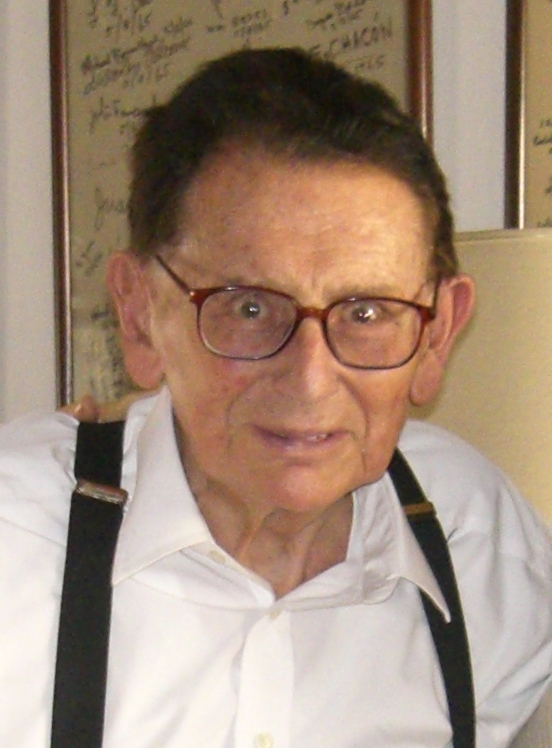
Marcos Moshinsky, 2006

Marcos Moshinsky (* 20. April 1921 in Kiew, Ukraine; † 1. April 2009 in Mexiko-Stadt) war ein mexikanischer theoretischer Physiker.

## Leben
Moshinsky wanderte mit seiner jüdischen Familie im Alter von drei Jahren nach Mexiko aus, wo er 1942 eingebürgert wurde. Er studierte an der Nationalen Autonomen Universität von Mexiko (UNAM) und 1949 an der Princeton University, wo er bei Eugene Wigner promoviert wurde. Danach war er ab 1954 am Institut Henri Poincaré in Paris (mit einem Stipendium des CNRS) und war ab 1962 Professor am UNAM.
Moshinsky beschäftigte sich in den 1950er-Jahren mit Kernreaktionen und wandte die Gruppentheorie harmonischer Oszillatoren (die durch unitäre Gruppen beschrieben werden) in der Kernphysik und darüber hinaus an. Auf diesem Gebiet arbeitete er auch Anfang der 1960er Jahre mit Valentine Bargmann zusammen. In den 1970er-Jahren untersuchte er kollektive Anregungen in Kernen (das Bohr-Mottelson Modell und Bosonenmodelle) mit gruppentheoretischen Methoden, aber auch Festkörperprobleme und das Quarkmodell.
1959 war er Sloan Research Fellow. 1968 erhielt er den mexikanischen Staatspreis für Wissenschaften, 1971 den Luis-Elizondo-Preis des Tec de Monterrey, 1988 den Prinz-von-Asturien-Preis, 1997 den UNESCO-Wissenschaftspreis und 1998 die Wigner-Medaille. 1967 war er Präsident der Sociedad Mexicana de Física (Mexikanische Physikalische Gesellschaft). 1972 wurde er in das Colegio Nacional aufgenommen (eine mexikanische Akademie der Künste und Wissenschaften), 1989 in die American Academy of Arts and Sciences. 1990 wurde er Fellow der American Physical Society. Er ist Ehrendoktor der Johann Wolfgang Goethe-Universität Frankfurt am Main.
Moshinsky schrieb auch lange Zeit eine wöchentliche politische Kolumne in der mexikanischen Zeitung Excelsior.
Nach ihm ist die Marcos Moshinsky Stiftung benannt, die sich der Förderung der Wissenschaft in Mexiko widmet und die z. B. die Marcos Moshinsky Fellowships vergibt und die seit 1993 vom Institut für Theoretische Physik der UNAM verliehene Medalla Marcos Moshinsky für herausragende Leistungen in theoretischer Physik.

## Schriften
- Group theory and the many body problem, Macmillan 1968
- The harmonic oscillator in modern physics: from atoms to quarks, Neuauflage 1996 mit Juri Smirnow
- Groups in physics: Collective model of the nucleus, Canonical transformations in quantum mechanics, University of Montreal Press 1979